# روبرتو سيزار ليما اكونا
روبرتو سيزار ليما اكونا (7 يوليو 1986 في البرازيل – )؛ هو لاعب كرة قدم سابق كان يلعب كلاعب وسط.

## وصلات خارجية
- روبرتو سيزار ليما اكونا على موقع رابطة كرة القدم اليابانية للمحترفين (اليابانية)
- روبرتو سيزار ليما اكونا على موقع Soccerway.com (الإنجليزية)